# Lufeng (Shanwei)

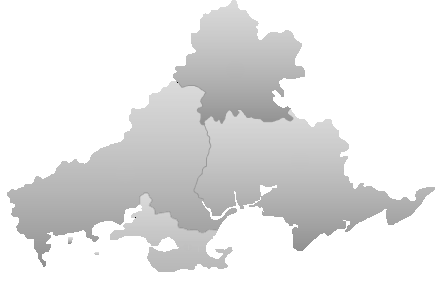
Lage der kreisfreien Stadt Lufeng im Gebiet der bezirksfreien Stadt Shanwei

Lufeng (陆丰市,  Lùfēng Shì) ist eine kreisfreie Stadt im Verwaltungsgebiet der bezirksfreien Stadt Shanwei in der südchinesischen Provinz Guangdong. Sie hat eine Fläche von 1.701 km² und zählt 1.235.827 Einwohner (Stand: Zensus 2020).
Der Yuanshan-Tempel (Yuanshan si 元山寺) aus der Zeit der Südlichen Song-Dynastie steht seit 2001 auf der Liste der Denkmäler der Volksrepublik China (5-372).

## Administrative Gliederung
Auf Gemeindeebene setzt sich Lufeng aus drei Straßenvierteln, 17 Großgemeinden, vier Staatsforsten, drei Staatsfarmen, einem Ökonomischen Erschließungs- und Versuchsgebiet und einem Sonderverwaltungsgebiet zusammen. Diese sind:
| - Straßenviertel Donghai (东海街道), Sitz der Stadtregierung; - Straßenviertel Chengdong (城东街道); - Straßenviertel Hexi (河西街道); - Großgemeinde Bawan (八万镇); - Großgemeinde Beiyang (陂洋镇); - Großgemeinde Bomei (博美镇); - Großgemeinde Da’an (大安镇); - Großgemeinde Hedong (河东镇); - Großgemeinde Hudong (湖东镇); - Großgemeinde Jiaodong (甲东镇); - Großgemeinde Jiaxi (甲西镇); - Großgemeinde Jiazi (甲子镇); - Großgemeinde Jieshi (碣石镇); - Großgemeinde Jinxiang (金厢镇); - Großgemeinde Nantang (南塘镇); | - Großgemeinde Neihu (内湖镇); - Großgemeinde Qiaochong (桥冲镇); - Großgemeinde Shangying (上英镇); - Großgemeinde Tanxi (潭西镇); - Großgemeinde Xinan (西南镇); - Staatsforst Donghai’an (东海岸林场); - Staatsforst Hongling (红岭林场); - Staatsforst Hudong (湖东林场); - Staatsforst Luojingzhang (罗经嶂林场); - Staatsfarm Da’an (大安农场); - Staatsfarm Tongluohu (铜锣湖农场); - Staatsfarm für Viehzucht und Obstplantagen (畜牧果林场); - Ökonomisches Erschließungs- und Versuchsgebiet Xingdu (星都经济开发试验区); - Sonderverwaltungsgebiet der Auslandschinesen (华侨管理区). |

Die Dongsha-Inseln im Südchinesischen Meer, die de facto von der Republik China auf Taiwan verwaltet werden, sind aus Sicht der VR China administrativ ein Dorf der Großgemeinde Jieshi.